# Finland i Eurovision Song Contest 2017
Finland deltog i Eurovision Song Contest 2017 i Kiev, Ukraina. Norma John med låten "Blackbird" representerade landet. 

## Final
Hölls 28 januari 2017 och programledare var Krista Siegfrids.
| Startnummer | Artist                                    | Sång                    | Poäng (Jury) | Poäng (Tele) | Total | Placering |
| ----------- | ----------------------------------------- | ----------------------- | ------------ | ------------ | ----- | --------- |
| 1           | Emma                                      | "Circle of Light"       | 53           | 53           | 106   | 3         |
| 2           | Alva                                      | "Arrows"                | 15           | 48           | 63    | 6         |
| 3           | Günther & D'Sanz                          | "Love Yourself"         | 37           | 45           | 82    | 5         |
| 4           | Anni Saikku                               | "Reach Out for the Sun" | 43           | 16           | 59    | 7         |
| 5           | Knucklebone Oscar & The Shangri-La Rubies | "Caveman"               | 5            | 13           | 18    | 10        |
| 6           | Norma John                                | "Blackbird"             | 94           | 88           | 182   | 1         |
| 7           | Lauri Yrjölä                              | "Helppo elämä"          | 43           | 15           | 58    | 8         |
| 8           | Club La Persé                             | "My Little World"       | 21           | 29           | 50    | 9         |
| 9           | Zühlke                                    | "Perfect Villain"       | 74           | 71           | 145   | 2         |
| 10          | My First Band                             | "Paradise"              | 45           | 52           | 97    | 4         |

## Under Eurovision
Finland deltog i SF1 där man inte lyckades nå finalen. 